# Pomatoschistus knerii
Pomatoschistus knerii es una especie de peces de la familia de los Gobiidae en el orden de los Perciformes.

## Distribución geográfica
Se encuentra en el Mar Adriático y  Mediterráneo.

## Observaciones
Es inofensivo para los humanos.